# (6820) Buil
(6820) Buil es un asteroide perteneciente al cinturón de asteroides descubierto el 13 de diciembre de 1985 por el equipo del Centro de Investigaciones en Geodinámica y Astrometría desde el Sitio de Observación de Calern, Caussols, Francia.

## Designación y nombre
Designado provisionalmente como 1985 XS. Fue nombrado en honor a Christian Buil, astrónomo aficionado francés y entusiasta del CCD desde hace mucho tiempo. Buil ha sido uno de los primeros astrónomos aficionados en construir una cámara CCD y utilizarla. Ávido observador, además de electrónico y programador informático, ha co-descubierto supernovas y con sus colegas ha fotografiado más de 5.000 objetos celestes incorporados en el Atlas Buil-Thouvenot, el primer atlas digital disponible para la comunidad de aficionados. También ha dedicado mucho tiempo a ayudar a los demás y durante muchos años ha sido presidente de la asociación T60 que permite a los aficionados utilizar un telescopio de 0,60 m en el Pic du Midi.

## Características orbitales
Buil está situado a una distancia media del Sol de 2,856 ua, pudiendo alejarse hasta 3,075 ua y acercarse hasta 2,637 ua. Su excentricidad es 0,077 y la inclinación orbital 2,494 grados. Emplea 1762,97 días en completar una órbita alrededor del Sol.

## Características físicas
La magnitud absoluta de Buil es 12,85. Tiene 7,929 km de diámetro y su albedo se estima en 0,281. 